# Atonalisco
Atonalisco är en ort i Mexiko.   Den ligger i kommunen Del Nayar och delstaten Nayarit, i den centrala delen av landet, 600 km nordväst om huvudstaden Mexico City. Atonalisco ligger 1 038 meter över havet och antalet invånare är 152.
Terrängen runt Atonalisco är kuperad åt sydväst, men åt nordost är den bergig. Runt Atonalisco är det mycket glesbefolkat, med 5 invånare per kvadratkilometer. Närmaste större samhälle är Bancos de Calitique, 3,8 km norr om Atonalisco. I omgivningarna runt Atonalisco växer huvudsakligen savannskog.